# 埼玉県立三郷高等学校
埼玉県立三郷高等学校（さいたまけんりつ みさとこうとうがっこう）は、埼玉県三郷市花和田に所在する公立の高等学校。

## 設置学科
- 普通科

## 沿革
- 1975年（昭和50年） - 開校

## 部活動
運動部
- 剣道部
- 柔道部
- 卓球部
- テニス部
- バスケットボール部
- バドミントン部
- バレーボール部
- 野球部
- 陸上競技部
- ハンドボール部

文化部
- 演劇部
- 家庭科部
- 軽音楽部
- コンピュータ部
- 茶道部
- 写真部
- 書道部
- 吹奏楽部
- 美術部
- ボランティア部
- 漫画部

## 交通
- 首都圏新都市鉄道つくばエクスプレス三郷中央駅より徒歩約17分（約1.3km）。

## 著名な卒業生
- 村田雄浩 - 俳優（1期生、初代生徒会長）
- 遠藤久美子 - タレント、女優
- 鈴木直道 - 北海道知事、元夕張市長
- TOMMY-ジムカーナドライバー